# Bastão de Molière
Bastão de Molière  é uma vara roliça de aproximadamente sete pés de altura que o contra-regra bate três vezes contra o piso do palco, com pancadas secas e consecutivas para anunciar ao público o início de um espetáculo teatral. Sua origem vem de Jean-Baptiste Poquelin, conhecido como Molière, que usava um bastão semelhante e decorado para esta finalidade.
Na atualidade as pancadas de Molière foram substituídas por sinais sonoros, com o mesmo objetivo de alertar o público para o início do espetáculo. É também a indicação de silêncio para o início da encenação.